# 粉口兰
粉口兰（学名：Pachystoma pubescens），又名綠島粉口蘭，同物異名短毛美冠蘭，为兰科粉口兰属下的一个种。